# Каштелу Бранку, Камилу
Ками́лу Ферре́йра Боте́лью Каште́лу Бра́нку (порт. Camilo Ferreira Botelho Castelo Branco; 16 марта 1825, Лиссабон — 10 июня 1890, Сан-Мигел-де-Сейде) — португальский беллетрист.

## Передача имени
В биографическом справочнике Portugal статья о писателе именована с обозначением титула: Коррейя Ботелью, Камилу Каштелу Бранку, виконт де (Correia Botelho (Camillo Castello Branco, visconde de)). В указанном справочнике использовалось устаревшее написание имени с двойным l (Camillo Castello), после  Орфографической реформы португальского языка 1911 года установлен вариант с одним l (Camilo Castelo). При этом португальский автор стал более известным под именем Камилу Каштелу Бранку.

## Биография
Романист считается одним из великих гениев португальской литературы XIX века. Первым ввёл в португальскую литературу бытовую повесть. В политике питал сначала легитимистские симпатии, но затем держался вне партий; никогда не занимал никаких должностей. Написал около двухсот томов повестей. Эта чрезмерная плодовитость составляет главный его недостаток: результатом спешной работы является некоторая недоделанность, монотонность, частые повторения.
Через несколько месяцев после рождения лишился матери, отец умер в 1834 году. Воспитывался у родственников по отцовской линии, с которыми не поладил и два раза сбежать от них — первый раз в Порту, второй — в Лиссабон. Обучение проходил в Порту — в 1843 году в медико-хирургическом училище, в 1844 году — в Политехнической академии. Быт бедного студента в богатом городе способствовал становлению наблюдательного саркастического характера. Сатирическую направленность носят уже его первые стихи, опубликованные в 1845 году. В 1846 году был арестован по требованию родителей девушки, родившей дочь от любовной связи с Камилу. После освобождения написал свою первую драму Agostinho de Ceuta. В 1848 году осел в Порту, стал сотрудником изданий Nacional и Revista do Porto. В 1850 году выступил в защиту Алешандре Эркулану в его полемике с клиром по поводу чуда при битве при Оурике (1139), когда Афонсу I при молитве перед сражением привиделся Христос. Великий португальский историк расценил его знания недостаточными и не отблагодарил за услугу. В то время Каштелу Бранку стал публиковать свой первый роман Anátema в литературной газете Semana. Полностью роман вышел в 1851 году, 3-е издание было опубликовано в 1875 году.
В 1853 году написал трёхтомные «Лиссабонские тайны» (Mistérios de Lisboa). С того времени написал много романов, что принесло известность первого романиста XIX века. Алешандре Эркулану приветствовал появление нового таланта в португальской прозе. Писатель обрёл славу благодаря естественности ситуаций, реалистичности карикатурных образов, живописным описаниям и саркастическим особенностям. Вопреки приведённому в Энциклопедическом словаре Брокгауза и Ефрона мнению, что «как поэт, драматург и сатирик Каштелу Бранку ничем особенно не выделяется», на родине автора его творчество получило высокую оценку: по предложению Алешандре Эркулану в 1858 году Камилу Каштелу Бранку был избран членом Лиссабонской академии наук, в качестве признания литературных заслуг в 1885 году писателю был жалован титул виконта де Коррейя Ботелью и назначена ежегодная пенсия.
Его маленькие повести и очерки с большой точностью передают картины современного ему быта португальского народа и португальского общества.
Каштелу Бранку иногда называют португальским Бальзаком. В последние годы жизни ослеп и от отчаяния застрелился.

## Избранные произведения
- Лиссабонские тайны / Mistérios de Lisboa (1854)
- Onde está a felicidade (1857)
- Пагубная любовь / Amor de Perdição (1861)
- Scenas contemporâneas (1862)
- Падший ангел / A Queda dum Anjo (1866)
- Портрет Рикардины / O Retrato de Ricardina (1868)
- Os brilhantes do Brazileiro (1869)
- Новеллы из провинции Минью / Novellas do Minho (1876—1877)
- Эузебиу Макариу / Eusébio Macário (1880)
- A Brasileira de Prazins (1882)
- Мария да Фонти / Maria da Fonte (1885)